# Pavel Vrublevsky
Pavel Vrublevsky (Russisch: Павел Олегович Врублевский) (Moskou, 26 december 1978) is een Russisch eigenaar en algemeen manager van het verwerkingsbedrijf ChronoPay. Hij is ook de oprichter van investeringsmaatschappij RNP en een Russische bijdrage van Forbes aan kwesties met betrekking tot blockchain, cryptocurrencies en cybersecurity. Hij was ook betrokken bij een reeks strafzaken met betrekking tot hacking.

## Jeugd en onderwijs
Pavel Vrublevsky werd geboren in Moskou, waar hij ook opgroeide. Als vijftienjarige studeerde hij onder het studentenuitwisselingsprogramma AFS Interculturele Programma's in Noorwegen, studeerde vervolgens aan het Institute of Foreign Languages genaamd Maurice Thorez, van waar hij verhuisde naar de sociologie-afdeling van de Staatsuniversiteit van Moskou en studeerde in 2001 af. Hij organiseerde zijn eerste IT-bedrijf om op zijn achttiende factureringsoftware te ontwikkelen voor telecommunicatiebedrijven.

## Carrière

### ChronoPay
In 2003, op 23-jarige leeftijd, richtte hij het bedrijf ChronoPay B.V. op In 2005 betrad ChronoPay de Russische markt en in 2006 ontving Vrublevsky de prestigieuze Runet Award. Binnen drie jaar kreeg het bedrijf internationale erkenning als een van de belangrijkste verwerkingsbedrijven op het snijvlak van technologie. Hoewel ChronoPay haar hoofdkantoor in Amsterdam had, ontwikkelde het bedrijf zich tot een echte leider voor het verwerken van creditcardbetalingen in Rusland - goed voor ongeveer 25% van het marktaandeel. Het klantenbestand van het bedrijf bestond uit verschillende Russische bedrijven en grotere multinationale ondernemingen, waaronder Sony en Microsoft. De meeste Russische liefdadigheidsinstellingen en non-profitorganisaties gebruiken ook ChronoPay, inclusief Greenpeace en het Rode Kruis. Andere klanten waren de op een na grootste luchtvaartmaatschappij van Rusland, Transaero, en de grootste mobiele exploitant van het land, MTS. In 2011 had ChronoPay vijf wereldwijde kantoren; Moskou, Amsterdam, Barcelona en Florida in de VS en Riga in Letland. Er waren twee franchises in China en een actief bedrijf in Brazilië. In 2011 had het bedrijf meer dan tweehonderd werknemers.

### ChronoPay's impact
De impact van ChronoPay op de online betaalindustrie voor kaartbetalingen is onmiskenbaar. Zelfs vandaag de dag is de meeste internetgerelateerde betalingsmarkten van Rusland volledig afhankelijk van het voormalige ChronoPay-personeel, om er maar een paar te noemen: Grootste Russische bank - Sberbank, meest populaire e-geldsysteem in Rusland - Yandex.Money, kaartassociaties, zoals Mastercard en nog veel meer. Tientallen belangrijke staatsbanken en andere betalingsaanbieders zijn allemaal afhankelijk van voormalige ChronoPay-medewerkers, wat niet veel lijkt op de impact van McKinsey & Company op management consulting. Volgens Forbes, vandaag als 2016, levert ChronoPay tot 25% van de rijkste bedrijven over kapitalisatiewebbedrijven in Rusland, waaronder twee van de vier Russische mobiele bedrijven; MTS en Tele2.

### MP3search
In 2006 leidde Vrublevsky de e-commerce-commissie van de NAUET. De commissie bepleitte het behoud van het bestaande model voor het collectieve beheer van auteursrechten op internet. Vrublevsky was een vocale voorstander van een van de grootste rechtenbeheersmaatschappijen van dat moment - FAIR.
In 2007 samen met goede vriend en de voormalige producent van de groep T.A.T.u., Ivan Shapovalov, kocht Vrublevsky de online-winkel mp3search.ru en was actief betrokken bij zijn eigen mp3-bedrijf. T.A.T.u. is de enige muziekgroep uit Rusland wiens muziek werd gekozen als de officiële Russische soundtrack voor de Olympische Spelen van 2014. Shapovalov bleef een zakenpartner van de vrouw van Vrublevsky, Vera Vrublevskaya, een Russische producent.
Vrublevsky's Chronopay bediende de beruchte online winkel allofmp3.com, die werd vervolgd door de internationale gemeenschap voor collectief beheer van auteursrechten IFPI en werd beschuldigd van het schenden van de VS tijdens de onderhandelingen over de toetreding van Rusland tot de WTO.
Allofmp3.com werkte onder de licentie van ROMS en gaf deze organisatie ongeveer 50% van de licentiekosten.

## Elektronische tickets
In 2007, na het verschijnen van elektronische vliegtickets in Rusland heeft Vrublevsky zich beziggehouden met de verwerking in dit gebied, het organiseren van het project E-Avia. ChronoPay E-Avia verwerkte van betalingen voor de meeste grote luchtvaartmaatschappijen (de grootste van de klanten is Transaero), met uitzondering van Aeroflot.
In 2010 stelde Vrublevsky voor om een nationaal vliegticketreserveringssysteem (GDS) te creëren op basis van E-Avia. Hij was klaar om een meerderheidsbelang in deze structuur over te dragen aan Aeroflot. Het voorstel vond geen reactie. Als gevolg hiervan is er nooit een Russische GDS gemaakt. Na de inwerkingtreding van de wet betreffende de opslag van persoonsgegevens van Russen op het grondgebied van de Russische Federatie, werd het staatsbedrijf "RosTech" dringend verzocht om een nationale GDS te creëren (waar Russische vliegtickets zullen worden bewaard).

### Werkgroep met het Ministerie van Communicatie voor de bestrijding van spam
In 2009 startte Pavel Vrublevsky, onderdeel van de werkgroep voor de bestrijding van spam onder het ministerie van Communicatie, een campagne tegen zijn voormalige partner Igor Gusev (volgens de Spamhaus-beoordeling van 's werelds belangrijkste spammer), de eigenaar van het grootste partnernetwerk omtrent Viagra Glavmed.
Deskundigen zijn het erover eens dat na het begin van de strafrechtelijke vervolging van Gusev en de sluiting van Spamit's spam in 2010 het wereldwijde spamniveau met de helft is gedaald.

### Finansovaya Gazette
In 2012 stelde Vrublevsky de aflossing voor van het tijdschrift "Hacker" van de uitgeverij GAMELAND. Volgens berichten in de media in 2012 bereidt Vrublevsky een deal voor om de oudste zakelijke publicatie in het land te kopen - de Finansovaya Gazette (1915), gezamenlijk gepubliceerd met het Russische ministerie van Financiën.
Vrublevsky verstrekte ook de financiële steun om de Finansovaya Gazette (financiële krant), de oudste financiële krant van Rusland, opnieuw in werking te stellen, die aanvankelijk gerund werd door het Ministerie van Financiën van Rusland dat in 1914 werd opgericht. De iconische publicatie publiceerde verschillende invloedrijke stemmen doorheen de geschiedenis, waaronder Vladimir Lenin. Twee van Ruslands meest gerespecteerde financiële journalisten, Nikolai Vardul en Raf Shakirov, werkten samen met Vrublevsky en namen de redactionele leiding van de publicatie tijdens de comeback. Eerder waren Vardul en Shakirov de hoofdredacteuren van Kommersant, de bekendste zakenkrant van Rusland. Vrublevsky en ChronoPay's toewijding aan het overleven van de krant gingen zelfs zover dat ze de redactie een tijdje huisvesten, vooral tijdens economische tegenslagen in het verleden toen de hele redactie op het ChronoPay-kantoor verbleef.

### Pleitbezorging voor nationaal betalingssysteem en nationaal boekingsysteem
Vrublesky pleitte voor de oprichting van een nationaal betalingssysteem lang voordat het haastig tot stand kwam als reactie op sancties. Vrublevsky was zo openhartig in zijn pleidooi dat sommige buitenlandse journalisten (Brian Krebs en Business Insider) ten onrechte voorspelden dat hij het systeem zou runnen in ruil voor het worden vrijgesproken van valse beschuldigingen.
Het National Booking System was ook iets waar hij naar streefde en uiteindelijk werd gecreëerd door het Russische bedrijf Rostechnology.

### Een verandering in mening leidt tot ondersteuning voor Blockchain en Bitcoin
Weken voordat het Kremlin publiekelijk Blockchain en Bitcoin omarmde, pleitte Pavel krachtig voor de allernieuwste technologie die uiteindelijk de bijdrage van Russian Forbes aan de baanbrekende ontwikkeling werd. Aanvankelijk was Vrublevsky zeer onzeker over het publiek van de nieuwe industrie, maar uiteindelijk migreerde hij om een van de luidste supporters te worden.

### Confrontatie met het Centrum voor Informatiebeveiliging van de Russische Federale Veiligheidsdienst en rehabilitatie
In 2007 kwam Pavel Vrublevsky voor het eerst onder druk te staan van het Centraal Informatie Beveiliging van de Federale Veiligheidsdienst van de Russische Federatie, in 2010 beschuldigde hij het GOS van de FSB van Rusland van verraad en de promotie van de mythe van de Russische cyberdreiging, en in 2011 meerdere malen gearresteerd door agenten van de FSB, die een cyberaanval op het online betalingssysteem van Aeroflot hebben onderzocht. Hij werd veroordeeld voor het orkestreren van de cyberaanval en veroordeeld tot 2,5 jaar gevangenisstraf in 2013, maar kreeg een vroege voorwaardelijke vrijlating na minder dan een jaar opsluiting te hebben gediend. In 2016 werden op basis van materiaal van Vrublevsky ambtenaren van de CIS FSB gearresteerd wegens hoogverraad,, wat leidde tot de beëindiging van de samenwerking tussen de VS en Rusland over cybercriminaliteit. In 2018 veroordeelde de rechtbank Kolonel Mikhailov van CIS FSB tot 22 jaar gevangenisstraf, zijn handlanger van Kaspersky Lab Ruslan Stoyanov tot 14 jaar gevangenis, Mikhailov's ondergeschikte dhr. Dokuchaev tot 6 jaar in de gevangenis en hun medeplichtige meneer Fomchenkov tot 7 jaar in de gevangenis. Dokuchuchaev wordt door FBI USA apart gezocht wegens vermeende cyberaanvallen op Yahoo en de illegale farmaceutische handel.

### Media-aanvallen en kritiek
Vrublevsky was op grote schaal het doelwit van de Amerikaanse journalist Brian Krebs - in feite niet alleen Krebs focus op Vrublevsky voor een verhaal, hij schreef bijna vijfentwintig verhalen over hem.
Krebs heeft enorm veel steun gehad met zowel de Russische FSB als met geschreven positieve verhalen van Kaspersky Labs - de belangrijkste partner van de Verenigde Staten en Krebs in het schandaal. De Verenigde Staten hebben sindsdien alle contracten met Kaspersky beëindigd.
Volgens Krebs was er een interne oorlog van corruptie tussen Pavel en de verontruste man die hij probeerde te begeleiden, Igor Gusev. Hoewel Pavel hem jaren geleden op verzoek van de Russische politie had afgenomen als 's werelds beste spammer, runde hij nu een van de beste spam-partnerprogramma's ter wereld die nep Viagra verkopen. Gusev werd Krebs primaire bron tegen Pavel en Gusev, nu verbannen uit Rusland, was op zoek naar een score tegen Pavel en vestigde hem. De onthullingen waren volledig gebaseerd op Gusevs verklaringen en gestolen en gehackte databases van ChronoPay. Vrublevsky publiceerde zijn eigen onderzoek naar de oorsprong van onderzoeken bij Brian Krebs en een andere bekende cyberbeveiligingsonderzoeker Kimberly Zenz, die hen beschuldigde van werken in opdracht van Amerikaanse inlichtingendiensten. Vrublevsky vergeleek humorvol Krebs en Zenz met mislukte, nu wereldberoemde Russische spionnen Boshirov en Petrov.
Uiteindelijk was Vrublevsky de centrale schurk in het bestverkochte boek van Krebs, The New York Times, Spam Nation. Recente gebeurtenissen (arrestaties van Mikhailovs groep en daaropvolgende aanklachten tegen Dokuchaev door de FBI in de Verenigde Staten) drukten echter Kreb's verhaal over de rol van Vrublevsky uit.
The New York Times bijvoorbeeld merkte op dat de arrestaties van de FSB-groep van Mikhailov «neerkwamen op een zuivering van de leiding van de cybervlucht van Ruslands belangrijkste inlichtingenagentschap te midden van het electorale hacking-schandaal, een kwestie met immense implicaties voor de betrekkingen van Rusland met de Verenigde Staten. In een interview met New York Times stelde Vrublevsky: "Deze kerels verkochten sprookjes aan de Verenigde Staten over mensen die zaken doen, zoals ik".
In een interview aan CNN voegde Vrublevsky eraan toe: "Ik geloof dat het een goede zaak is voor beide landen [Rusland en de VS]. Deze mensen zijn direct verantwoordelijk voor de cyberhysterie die uiteindelijk tot een schandaal voor verkiezingsbemoeienis zal gaan." Ik ben erg blij dat het voorbij is."

### Column in Forbes, verklaringen over Russische hackers
Sinds november 2016 leidt hij een column in Forbes over elektronische betalingen en crypto-valuta's, in het bijzonder de popularisering van bitcoin. De verklaringen van Vrublevsky over Russische hackers kregen brede reacties. In het voorjaar en de zomer van 2017 heeft Vrublevsky een aantal toonaangevende materialen uit de wereldmedia overgebracht die getuigen van de niet-betrokkenheid van Russische hackers bij aanvallen op de servers van de Democratische Partij in de Verenigde Staten.

### Andere organisaties
In verschillende jaren leidde hij:
- De Anti-Spam-commissie in het kader van de werkgroep voor internetontwikkeling onder het ministerie van Communicatie van de Russische Federatie.[56]
- Commissie voor elektronische handel onder de nationale vereniging van deelnemers aan elektronische handel.[57]
- Lid van RAEK. [58]

In 2011 was het tijdschrift "Finance" opgenomen in de prestigieuze "33 Pepper" -beoordeling - de meest succesvolle mannen onder de 33 jaar.
In 2011 was Vrublevsky ook de hoofdsponsor van VTB League en betaalde meer dan een miljoen USD aan de belangrijkste basketbalcompetitie van Rusland. Hij werd vaak gezien samen met het topmanagement van de VTB League, waaronder dhr. Sergei Ivanov, een van Ruslands meest invloedrijke politici. [59]
In 2018 staat Vrublevsky aan het hoofd van de Payments Committee van IDACB.com, een van 's werelds grootste Bitcoin-associaties, opgericht door 65 ultra-hoge vertegenwoordigers van de lidstaten. Het Russische kantoor van IDACB werd opgericht met de hulp van de heer Herman Klimenko, een adviseur op internet bij de president van Rusland, de heer Poetin, die vaak naast Vrublevsky verschijnt op de foto's van haar Facebook-pagina's.

## Privéleven
Hij trouwde met een producent Vera Vrublevskaya, de moeder van zijn drie kinderen.